# Akbar Mirzoyev
Akbar Mirzoyev (nascido em 15 de fevereiro de 1939) é um político do Tajiquistão. Ele foi o primeiro-ministro do Tajiquistão entre 9 de janeiro de 1992 e 21 de setembro de 1992.